# Jacques Simon
Jacques Simon (Omonville-la-Rogue, 1941. március 25. – Valognes, 2017. december 5.) francia válogatott labdarúgó.

## Pályafutása

### A válogatottban
1965 és 1969 között 15 alkalommal szerepelt a francia válogatottban és 1 gólt szerzett. Részt vett az 1966-os világbajnokságon.

## Sikerei, díjai
Nantes
- Francia bajnok (2): 1964–65, 1965–66
- Francia ligakupa (1): 1964–65
- Francia szuperkupa (1): 1965

Egyéni
- A francia bajnokság gólkirálya (1): 1964–65 (24 gól)